# Čajkovići
Čajkovići su malo naselje u Dubrovačko-neretvanskoj županiji.

## Zemljopisni položaj
Naselje Čajkovići se nalazi na južnoj obali zaljeva Rijeke dubrovačke, uz Jadransku turističku cestu, u neposrednoj blizini dubrovačke ACI Marine, između naselja Sustjepan na zapadu i Komolac na istoku, oko 4 km sjeverno od grada Dubrovnika.

## Povijest
Čajkovići su bili nastanjeni još u vrijeme Dubrovačke Republike kad je tamo jedna od dubrovačkih vlastelinskih obitelji izgradila ljetnikovac.
Tijekom Domovinskog rata Čajkovići su bili pod okupacijom JNA i četnika pa su u potpunosti opljačkani i popaljeni. Nakon rata sve kuće osim ljetnikovca su obnovljene.

## Gospodarstvo
Mještani Čajkovića se uglavnom bave turizmom i ugostiteljstvom, a u manjoj mjeri i ribarstvom.

## Stanovništvo
Čajkovići su najmanje naselje Rijeke dubrovačke sa svega 7 do 8 obiteljskih kuća, a prema popisu stanovništva iz 2011. godine tu živi 26 stanovnika Hrvata katoličke vjeroispovjesti. 
| broj stanovnika | 65    |       | 68    | 52    | 22    | 37    |       |       | 32    | 34    | 46    | 42    |       |       | 17    | 26    | 23    |
|                 | 1857. | 1869. | 1880. | 1890. | 1900. | 1910. | 1921. | 1931. | 1948. | 1953. | 1961. | 1971. | 1981. | 1991. | 2001. | 2011. | 2021. |